# Gipcy
Gipcy és un municipi francès, situat al departament de l'Alier i a la regió d'Alvèrnia-Roine-Alps. L'any 2007 tenia 220 habitants.

## Demografia

### Població
El 2007 la població de fet de Gipcy era de 220 persones. Hi havia 101 famílies de les quals 32 eren unipersonals (12 homes vivint sols i 20 dones vivint soles), 33 parelles sense fills, 24 parelles amb fills i 12 famílies monoparentals amb fills.
La població ha evolucionat segons el següent gràfic:
Habitants censats

### Habitatges
El 2007 hi havia 145 habitatges, 100 eren l'habitatge principal de la família, 18 eren segones residències i 28 estaven desocupats. 144 eren cases i 1 era un apartament. Dels 100 habitatges principals, 83 estaven ocupats pels seus propietaris, 13 estaven llogats i ocupats pels llogaters i 4 estaven cedits a títol gratuït; 7 tenien dues cambres, 19 en tenien tres, 25 en tenien quatre i 48 en tenien cinc o més. 86 habitatges disposaven pel capbaix d'una plaça de pàrquing. A 43 habitatges hi havia un automòbil i a 48 n'hi havia dos o més.

### Piràmide de població
La piràmide de població per edats i sexe el 2009 era:
| Homes | Edats   | Dones |
| ----- | ------- | ----- |
| 0     | 95 o +  | 0     |
| 0     | 90 a 94 | 0     |
| 4     | 85 a 89 | 0     |
| 0     | 80 a 84 | 4     |
| 8     | 75 a 79 | 12    |
| 8     | 70 a 74 | 8     |
| 12    | 65 a 69 | 4     |
| 4     | 60 a 64 | 16    |
| 16    | 55 a 59 | 12    |
| 12    | 50 a 54 | 12    |
| 8     | 45 a 49 | 12    |
| 4     | 40 a 44 | 4     |
| 0     | 35 a 39 | 4     |
| 12    | 30 a 34 | 4     |
| 12    | 25 a 29 | 0     |
| 12    | 20 a 24 | 4     |
| 12    | 15 a 19 | 4     |
| 4     | 10 a 14 | 4     |
| 0     | 5 a 9   | 12    |
| 0     | 0 a 4   | 0     |

## Economia
El 2007 la població en edat de treballar era de 133 persones, 98 eren actives i 35 eren inactives. De les 98 persones actives 94 estaven ocupades (49 homes i 45 dones) i 4 estaven aturades (1 home i 3 dones). De les 35 persones inactives 15 estaven jubilades, 7 estaven estudiant i 13 estaven classificades com a «altres inactius».

### Ingressos
El 2009 a Gipcy hi havia 99 unitats fiscals que integraven 221 persones, la mediana anual d'ingressos fiscals per persona era de 14.798 €.

### Activitats econòmiques
Dels 14 establiments que hi havia el 2007, 1 era d'una empresa de fabricació d'altres productes industrials, 5 d'empreses de construcció, 2 d'empreses de comerç i reparació d'automòbils, 1 d'una empresa d'hostatgeria i restauració, 3 d'empreses de serveis, 1 d'una entitat de l'administració pública i 1 d'una empresa classificada com a «altres activitats de serveis».
Dels 5 establiments de servei als particulars que hi havia el 2009, 1 era un paleta, 2 fusteries, 1 lampisteria i 1 restaurant.
L'únic establiment comercial que hi havia el 2009 era una fleca.
L'any 2000 a Gipcy hi havia 19 explotacions agrícoles que ocupaven un total de 1.725 hectàrees.

## Poblacions més properes
El següent diagrama mostra les poblacions més properes.